# Elezioni comunali in Toscana del 2020
Le elezioni comunali in Toscana del 2020 si tennero il 20 e 21 settembre, con ballottaggio il 4 e 5 ottobre.

## Riepilogo sindaci eletti
Coalizione di centro-sinistra
     Coalizione di centro-destra
     Movimento 5 Stelle
     Liste civiche
     Commissario prefettizio
| Provincia | Comune    | Popolazione legale (censimento 2011) | Sindaco uscente | Sindaco uscente                | Sindaco eletto | Sindaco eletto              | Primo turno | Primo turno | Secondo turno | Secondo turno | Seggi   |
| Provincia | Comune    | Popolazione legale (censimento 2011) | Sindaco uscente | Sindaco uscente                | Sindaco eletto | Sindaco eletto              | Voti        | %           | Voti          | %             | Seggi   |
| --------- | --------- | ------------------------------------ | --------------- | ------------------------------ | -------------- | --------------------------- | ----------- | ----------- | ------------- | ------------- | ------- |
| Arezzo    | Arezzo    | 98.144                               |                 | Alessandro Ghinelli (Ind.)     |                | Alessandro Ghinelli (Ind.)  | 23.638      | 47,08       | 23.620        | 54,5          | 20 / 32 |
| Lucca     | Viareggio | 61.857                               |                 | Giorgio Del Ghingaro (Ind.)    |                | Giorgio Del Ghingaro (Ind.) | 17.267      | 54,22       | —             | —             | 11 / 16 |
| Pisa      | Cascina   | 43.833                               |                 | Dario Rollo (vicesindaco f.f.) |                | Michelangelo Betti (PD)     | 9.351       | 38,68       | 11.088        | 59,02         | 15 / 24 |

## Arezzo

### Arezzo
| Candidati                   | Candidati                                  | Voti                        | %     | Liste                      | Voti   | %     | Seggi |
| --------------------------- | ------------------------------------------ | --------------------------- | ----- | -------------------------- | ------ | ----- | ----- |
|                             | Alessandro Ghinelli Accede al ballottaggio | 23.638                      | 47,08 | Lega                       | 6.494  | 13,90 | 6     |
| Ora Ghinelli 20-25          | Alessandro Ghinelli Accede al ballottaggio | 23.638                      | 47,08 | 6.154                      | 13,17  | 6     |       |
| Fratelli d'Italia           | Alessandro Ghinelli Accede al ballottaggio | 23.638                      | 47,08 | 5.834                      | 12,49  | 6     |       |
| Forza Italia                | Alessandro Ghinelli Accede al ballottaggio | 23.638                      | 47,08 | 2.863                      | 6,13   | 2     |       |
| Civitas Etruria             | Alessandro Ghinelli Accede al ballottaggio | 23.638                      | 47,08 | 654                        | 1,40   | -     |       |
|                             | Luciano Ralli Accede al ballottaggio       | 17.618                      | 35,09 | Partito Democratico        | 11.477 | 24,57 | 6     |
| Lista Ralli                 | Luciano Ralli Accede al ballottaggio       | 17.618                      | 35,09 | 2.024                      | 4,33   | 1     |       |
| Arezzo 2020                 | Luciano Ralli Accede al ballottaggio       | 17.618                      | 35,09 | 1.922                      | 4,11   | 1     |       |
| CuriAmo Arezzo              | Luciano Ralli Accede al ballottaggio       | 17.618                      | 35,09 | 1.266                      | 2,71   | -     |       |
| ArezzoCiSta!                | Luciano Ralli Accede al ballottaggio       | 17.618                      | 35,09 | 345                        | 0,74   | -     |       |
| Seggio al candidato sindaco | Seggio al candidato sindaco                | Seggio al candidato sindaco | 35,09 | 1                          |        |       |       |
|                             | Marco Donati                               | 4.618                       | 9,20  | Scelgo Arezzo              | 2.591  | 5,55  | 1     |
| Con Arezzo                  | Marco Donati                               | 4.618                       | 9,20  | 936                        | 2,00   | -     |       |
| Seggio al candidato sindaco | Seggio al candidato sindaco                | Seggio al candidato sindaco | 9,20  | 1                          |        |       |       |
|                             | Michele Menchetti                          | 1.764                       | 3,51  | Movimento 5 Stelle         | 1.768  | 3,78  | 1     |
|                             | Fabio Butali                               | 1.022                       | 2,04  | Prima Arezzo               | 952    | 2,04  | -     |
|                             | Daniele Farsetti                           | 723                         | 1,44  | Patto Civico per Arezzo    | 661    | 1,41  | -     |
|                             | Laura Bottai                               | 458                         | 0,91  | Partito Comunista Italiano | 427    | 0,91  | -     |
|                             | Alessandro Facchinetti                     | 363                         | 0,72  | Partito Comunista          | 350    | 0,75  | -     |
| Totale                      | Totale                                     |                             | 100   |                            |        | 100   | 32    |

Ballottaggio
| Candidati | Candidati                      | Voti   | %     |
| --------- | ------------------------------ | ------ | ----- |
|           | Alessandro Ghinelli ✔️ Sindaco | 23.620 | 54,50 |
|           | Luciano Ralli                  | 19.723 | 45,50 |
| Totale    | Totale                         | 43.343 |       |

## Lucca

### Coreglia Antelminelli
| Candidati | Candidati                 | Voti  | %      | Liste              | Seggi |
| --------- | ------------------------- | ----- | ------ | ------------------ | ----- |
|           | Marco Remaschi ✔️ Sindaco | 1.492 | 48,32  | Unione Democratica | 8     |
|           | Giorgio Daniele           | 1.438 | 46,57  | Insieme            | 4     |
|           | Giovanna Marsili          | 158   | 5,12   | Cambiamo!          | -     |
| Totale    | Totale                    | 3.088 | 100,00 |                    | 12    |

### Sillano Giuncugnano
| Candidati | Candidati              | Voti | %      | Liste                 | Seggi |
| --------- | ---------------------- | ---- | ------ | --------------------- | ----- |
|           | Marco Reali ✔️ Sindaco | 415  | 56,01  | Territorio e Sviluppo | 7     |
|           | Armando Giovannoni     | 326  | 43,99  | Insieme               | 3     |
| Totale    | Totale                 | 741  | 100,00 |                       | 10    |

### Viareggio
| Candidati                            | Candidati                       | Voti                        | %     | Liste                                 | Voti   | %     | Seggi |
| ------------------------------------ | ------------------------------- | --------------------------- | ----- | ------------------------------------- | ------ | ----- | ----- |
|                                      | Giorgio Del Ghingaro ✔️ Sindaco | 17.267                      | 54,22 | Lista Civica Del Ghingaro             | 7.910  | 26,39 | 9     |
| Partito Democratico                  | Giorgio Del Ghingaro ✔️ Sindaco | 17.267                      | 54,22 | 2.894                                 | 9,65   | 3     |       |
| Viareggio Democratica                | Giorgio Del Ghingaro ✔️ Sindaco | 17.267                      | 54,22 | 1.626                                 | 5,42   | 1     |       |
| Progetto per Viareggio               | Giorgio Del Ghingaro ✔️ Sindaco | 17.267                      | 54,22 | 983                                   | 3,28   | 1     |       |
| Giovani per Viareggio                | Giorgio Del Ghingaro ✔️ Sindaco | 17.267                      | 54,22 | 947                                   | 3,16   | 1     |       |
| Uniti per Viareggio e Torre del Lago | Giorgio Del Ghingaro ✔️ Sindaco | 17.267                      | 54,22 | 843                                   | 2,81   | -     |       |
| Buonsenso                            | Giorgio Del Ghingaro ✔️ Sindaco | 17.267                      | 54,22 | 598                                   | 1,99   | -     |       |
| Europa Verde Progressista Civica     | Giorgio Del Ghingaro ✔️ Sindaco | 17.267                      | 54,22 | 262                                   | 0,87   | -     |       |
|                                      | Barbara Paci                    | 10.131                      | 31,81 | Lega                                  | 4.450  | 14,84 | 4     |
| Fratelli d'Italia                    | Barbara Paci                    | 10.131                      | 31,81 | 1.961                                 | 6,54   | 2     |       |
| Civica Mente Troiso                  | Barbara Paci                    | 10.131                      | 31,81 | 931                                   | 3,11   | 1     |       |
| Per la Nostra Terre Partite I.V.A.   | Barbara Paci                    | 10.131                      | 31,81 | 706                                   | 2,36   | -     |       |
| Forza Italia                         | Barbara Paci                    | 10.131                      | 31,81 | 669                                   | 2,23   | -     |       |
| Viareggio e Torre del Lago Puccini   | Barbara Paci                    | 10.131                      | 31,81 | 668                                   | 2,23   | -     |       |
| Viareggio Civica                     | Barbara Paci                    | 10.131                      | 31,81 | 270                                   | 0,90   | -     |       |
| Attiva Viareggio                     | Barbara Paci                    | 10.131                      | 31,81 | 90                                    | 0,30   | -     |       |
| Seggio al candidato sindaco          | Seggio al candidato sindaco     | Seggio al candidato sindaco | 31,81 | 1                                     |        |       |       |
|                                      | Sandro Bonaceto                 | 2.470                       | 7,76  | Sandro Bonaceto Sindaco               | 952    | 3,18  | -     |
| Più Democrazia                       | Sandro Bonaceto                 | 2.470                       | 7,76  | 599                                   | 2,00   | -     |       |
| Viareggio Verde Civica di Sinistra   | Sandro Bonaceto                 | 2.470                       | 7,76  | 523                                   | 1,74   | -     |       |
| Al Cuore di Viareggio                | Sandro Bonaceto                 | 2.470                       | 7,76  | 254                                   | 0,85   | -     |       |
| Seggio al candidato sindaco          | Seggio al candidato sindaco     | Seggio al candidato sindaco | 7,76  | 1                                     |        |       |       |
|                                      | Roberto Balatri                 | 1.035                       | 3,25  | Viareggio a Sinistra (PRC-PaP-PCI-RV) | 923    | 3,08  | -     |
|                                      | Roberto Baccelli                | 941                         | 2,96  | Movimento 5 Stelle                    | 919    | 3,07  | -     |
| Totale                               | Totale                          | 29.978                      |       |                                       | 31.844 |       | 24    |

## Massa-Carrara

### Villafranca in Lunigiana
| Candidati | Candidati                         | Voti  | %      | Liste                                          | Seggi |
| --------- | --------------------------------- | ----- | ------ | ---------------------------------------------- | ----- |
|           | Abramo Filippo Bellesi ✔️ Sindaco | 1.958 | 70,71  | Villafranca Libera                             | 8     |
|           | Fabrizio Mazzoni                  | 811   | 29,29  | Villafranca Coraggiosa Ecologista Progressista | 4     |
| Totale    | Totale                            | 2.769 | 100,00 |                                                | 12    |

## Pisa

### Cascina
| Candidati                        | Candidati                                 | Voti                        | %     | Liste                      | Voti   | %     | Seggi |
| -------------------------------- | ----------------------------------------- | --------------------------- | ----- | -------------------------- | ------ | ----- | ----- |
|                                  | Michelangelo Betti Accede al ballottaggio | 9.351                       | 38,68 | Partito Democratico        | 7.482  | 32,95 | 11    |
| Per Voi Bice Del Giudice         | Michelangelo Betti Accede al ballottaggio | 9.351                       | 38,68 | 571                        | 2,51   | -     |       |
| Europa Verde Progressista Civica | Michelangelo Betti Accede al ballottaggio | 9.351                       | 38,68 | 328                        | 1,44   | -     |       |
| Italia Viva                      | Michelangelo Betti Accede al ballottaggio | 9.351                       | 38,68 | 314                        | 1,38   | -     |       |
| Bene Comune                      | Michelangelo Betti Accede al ballottaggio | 9.351                       | 38,68 | 238                        | 1,05   | -     |       |
| Volt Europa                      | Michelangelo Betti Accede al ballottaggio | 9.351                       | 38,68 | 48                         | 0,21   | -     |       |
|                                  | Leonardo Cosentini Accede al ballottaggio | 8.006                       | 33,11 | Lega                       | 4.424  | 19,48 | 4     |
| Fratelli d'Italia                | Leonardo Cosentini Accede al ballottaggio | 8.006                       | 33,11 | 1.682                      | 7,41   | 1     |       |
| Leonardo Cosentini Sindaco       | Leonardo Cosentini Accede al ballottaggio | 8.006                       | 33,11 | 1.015                      | 4,47   | 1     |       |
| Forza Italia                     | Leonardo Cosentini Accede al ballottaggio | 8.006                       | 33,11 | 411                        | 1,81   | -     |       |
| Seggio al candidato sindaco      | Seggio al candidato sindaco               | Seggio al candidato sindaco | 33,11 | 1                          |        |       |       |
|                                  | Cristiano Masi                            | 2.202                       | 9,11  | Cristiano Masi Sindaco (A) | 1.334  | 5,88  | 1     |
| Cascina Oltre (A)                | Cristiano Masi                            | 2.202                       | 9,11  | 590                        | 2,60   | -     |       |
| Seggio al candidato sindaco      | Seggio al candidato sindaco               | Seggio al candidato sindaco | 9,11  | 1                          |        |       |       |
|                                  | Dario Rollo                               | 2.202                       | 9,11  | Valori e Impegno Civico    | 2.015  | 8,87  | 2     |
|                                  | Fabio Poli                                | 1.868                       | 7,73  | Movimento 5 Stelle (A)     | 1.465  | 6,45  | 1     |
| Lavoro Sviluppo Ambiente (A)     | Fabio Poli                                | 1.868                       | 7,73  | 262                        | 1,15   | -     |       |
| Seggio al candidato sindaco      | Seggio al candidato sindaco               | Seggio al candidato sindaco | 7,73  | 1                          |        |       |       |
|                                  | Michele Parrini                           | 548                         | 2,27  | Progetto Cascina           | 526    | 2,32  | -     |
| Totale                           | Totale                                    | 22.705                      |       |                            | 24.177 |       | 24    |

- Le liste contrassegnate con la lettera A sono apparentate al secondo turno con il candidato sindaco Michelangelo Betti.

Ballottaggio
| Candidati | Candidati                     | Voti   | %     |
| --------- | ----------------------------- | ------ | ----- |
|           | Michelangelo Betti ✔️ Sindaco | 11.088 | 59,02 |
|           | Leonardo Cosentini            | 7.699  | 40,98 |
| Totale    | Totale                        | 18.787 |       |

### Orciano Pisano
| Candidati | Candidati                 | Voti | %      | Liste             | Seggi |
| --------- | ------------------------- | ---- | ------ | ----------------- | ----- |
|           | Giuliana Menci ✔️ Sindaco | 315  | 96,04  | Uniti per Orciano | 7     |
|           | Claudia De Blasi          | 13   | 3,96   | L'altra Italia    | 3     |
| Totale    | Totale                    | 328  | 100,00 |                   | 10    |

## Pistoia

### Uzzano
| Candidati | Candidati              | Voti  | %      | Liste                  | Seggi |
| --------- | ---------------------- | ----- | ------ | ---------------------- | ----- |
|           | Dino Cordio ✔️ Sindaco | 1.993 | 66,68  | Democratici per Uzzano | 8     |
|           | Alessandro Ricciarelli | 996   | 33,32  | Insieme per Uzzano     | 4     |
| Totale    | Totale                 | 2.989 | 100,00 |                        | 12    |

### Annotazioni
1. ↑  Candidati non ammessi nel consiglio.  A Orciano Pisano i candidati eletti con la lista l'Altra Italia sono scomparsi, su striscialanotizia.mediaset.it.

### Fonti
1. ↑  La lista include candidati di Art.1, Verdi, SI e Italia in Comune.